# Расипнаја
Расипнаја (рус. Рассыпная), у горњем делу тока позната и као Меклета (рус. Меклета) мања је река која протиче североисточним делом Краснодарское покрајине (Белоглински рејон) и јужним делом Ростовске области, на југозападу Руске Федерације. Лева је притока реке Јегорлик у коју се улива на њеном 130. километру, и део басена реке Дон и Азовског мора. 
Укупна дужина њеног тока је 62 km, а површина басена 1.210 km². 